# Vokovice
Vokovice (en allemand Wokowitz) est une ancienne commune tchèque, rattachée à la ville de Prague en 1922 et devenue l'un des quartiers pragois. Situé dans le nord-ouest de la capitale tchèque, le quartier de Vokovice appartient à l'arrondissement de Prague 6, d'une superficie de 352,5 hectares. En 2018, sa population était de 11 491 habitants.